# Josef Roßmann
Josef Roßmann (* 17. Januar 1901 in Nürnberg; † 20. Oktober 1954 in Lichtenfels) war ein deutscher Politiker (BP). Er war von 1950 bis 1954 Mitglied des Bayerischen Landtages.

## Leben
Roßmann besuchte die Volks- und Fortbildungsschule in Lichtenfels und machte eine kaufmännische Lehre in Korbwarenfabriken. Anschließend arbeitete er in einem Lichtenfelser Exportunternehmen, welches jedoch 1934 ins Ausland abwanderte, sodass er seitdem teilweise selbständig sowie in kleineren Unternehmen tätig war. Das Unternehmen Felten & Guilleaume im Carlswerk in Köln-Mülheim beschäftigte ihn von 1936 bis 1938 als Bauleiter der Elektrifizierungen der Strecken Nürnberg-Saalfeld und Nürnberg–Wien – Teilabschnitt Regensburg–Passau. Er nahm am Zweiten Weltkrieg teil und war nach seiner Rückkehr aus der Kriegsgefangenschaft kaufmännischer Angestellter in unterschiedlichen Maschinenfabriken.
Roßmann war vom 27. November 1950 bis zum 20. Oktober 1954 für den Wahlkreis Oberfranken Mitglied des Bayerischen Landtages sowie der dortigen BP-Fraktion. Im Landtag war des Weiteren Mitglied des Ausschusses für Angelegenheiten der Heimatvertriebenen und Kriegsfolgegeschädigten, des Ausschusses für Sozialpolitische Angelegenheiten, des Ausschusses für Verfassungs- und Rechtsfragen sowie stellvertretendes Mitglied des Zwischenausschusses.